# XXL (фільм)
«XXL» — французька кінокомедія 1997 року, знята режисером Аріелем Зейтуном, з Мішелем Бужена і Жераром Депардьє у головних ролях.

## Сюжет
Смерть одного з членів сім'ї часто кардинально змінює життя величезної кількості людей. Родичі, які довгі роки не спілкувалися між собою, з'їжджаються на поминки, не припускаючи, що цей момент може стати для них переломним. Особливо у Франції, де така гаряча кров невірних дружин, так непередбачувані люди похилого віку. А якщо в повітрі пахне великою спадщиною, статися може все що завгодно.

## У ролях
- Мішель Бужена: Ален Берребі
- Жерар Депардьє: Жан Бурдалу
- Ельза Зільберштейн: Арлетт Стерн
- Катрін Жакоб: Лорен Бенгігі
- Джина Лоллобриджида: Габі Берребі
- Гад Ельмалех: Саммі Абітболь
- Дженні Клів: Рене Бурдалу
- Моріс Шевіт: Девід Стерн
- Еммануель Ріва: Соня Стерн
- П'єр Зіммер: Батіст Бурдалу
- Анна Лубейр: Меме Перре
- Паскаль Ельбе: Франсуа Стерн
- Улаж Абур: Марко
- Венсан Туллі: водій таксі
- Самір Гесмі: рознощик піци
- Ерік Ебуані: Омар, офіціант у пивній

## Знімальна група
- Режисер: Аріель Зейтун
- Сценарій: Флоранс Кантен
- Продюсер: Ален Ґольдман
- Оператор: Філіп Паванс де Секатті
- Композитор: Горан Брегович
- Монтаж: Юг Дармуа